# Garvestone
Garvestone is een civil parish in het bestuurlijke gebied Breckland, in het Engelse graafschap Norfolk met 660 inwoners.